# Oggi natura
Oggi natura è stata una rivista italiana.
Fu pubblicata dalla Rizzoli dal 1987 fino al 1997. Conteneva reportage giornalistici e fotografici naturalistici sia di produzione italiana che estera. Col numero di gennaio, annualmente, regalava un calendario con una selezione di foto di noti fotografi internazionali. Sporadicamente aveva allegate guide a parchi naturalistici.